# Saulny
Saulny település Franciaországban, Moselle megyében. Lakosainak száma 1572 fő (2022. január 1.). Saulny Lorry-lès-Metz, Amanvillers, Norroy-le-Veneur, Plesnois és Woippy községekkel határos.

## Népesség
A település népessége az elmúlt években az alábbi módon változott:
| Lakosok száma | 645  | 904  | 1126 | 1421 | 1432 | 1399 | 1428 | 1507 | 1511 | 1572 |
|               | 1968 | 1982 | 1990 | 2006 | 2013 | 2015 | 2017 | 2019 | 2020 | 2022 |